# Guglielmo Sandri
Guglielmo Sandri, nato Wilhelm Schrefler (Merano, 12 febbraio 1905 – Vipiteno, 24 giugno 1979), è stato un militare e fotografo italiano.

## Biografia
Figlio di una coppia originaria dell'Alta Austria trasferitasi a Merano quando la città faceva ancora parte dell'Impero austro-ungarico
, insieme al fratello Ludwig rimase presto orfano e fu adottato da una vedova del luogo. Nel 1925 svolse il servizio di leva a Verona venendo congedato come ufficiale di complemento.
Nel 1935 fu richiamato nell'esercito per partecipare alla guerra d'Etiopia, fu in questa occasione che decise di italianizzare il proprio cognome Schrefler in Sandri come l'omonimo campione di motociclismo di cui era tifoso. Il nome di battesimo Wilhelm era già stato cambiato d'ufficio in Guglielmo prima del servizio di leva.
Nel novembre 1936 si arruolò volontario per la guerra civile spagnola raggiungendo Cadice l'11 febbraio 1937. Inquadrato inizialmente nel secondo reggimento della Divisione Littorio Sandri prese parte a tutte le operazioni militari venendo decorato con la croce di guerra al valor militare nell'aprile 1938 e nel dicembre dello stesso anno con la medaglia d'argento al valor militare per un'azione svoltasi presso El Cogul. Prese parte alla Battaglia di Guadalajara che documentò con le sue primissime foto e in seguito anche alla Battaglia di Santander. Sandri documentò anche l'offensiva dell'Aragona, la battaglia dell'Ebro e la sfilata della vittoria a Madrid davanti al generale Francisco Franco.
Lasciò la Spagna rientrando a Napoli solo il 30 maggio 1939 dopo la vittoria delle truppe franchiste e sbarcò a Napoli dove i volontari italiani furono accolti dal re Vittorio Emanuele III.
Dopo la Spagna Sandri non lasciò l'esercito e prese parte alla campagna contro la Francia, all'invasione della Jugoslavia e alla campagna del Nordafrica. Nell'ottobre 1942 fu gravemente ferito ad El Alamein costringendolo a passare anni in ospedale finché nel 1949 fu posto in congedo per ferite di guerra.
Sandri si trasferì a Bologna, poi ritornò in Alto Adige a Vipiteno, dove fu impiegato presso l'Azienda autonoma di turismo.

## Il "fondo fotografico Wilhelm Schrefler/Guglielmo Sandri"

### Il ritrovamento delle fotografie
Nel 1992 la giovane Samantha Schneider, passando vicino a dei bidoni dell'immondizia di Vipiteno vide casualmente delle fotografie fuoriuscire da una cassa di legno. Scoprì che vi erano circa 4000 fotografie di guerra prive dell'indicazione dell'autore. L'intera collezione nel 2004 fu acquisita dall'Archivio provinciale di Bolzano. Subito nacquero domande su chi fosse il reale autore ipotizzando inizialmente che potesse essere un soldato italiano inviato di presidio presso il confine tra l'Austria e l'Italia.
Sulla base di uno studio approfondito delle fotografie, in particolare delle divise, identifico il militare italiano come un appartenente al Corpo Truppe Volontarie inviato a partire dal 1936 in Spagna. In particolare se ne ricostruì l'appartenenza al secondo reggimento della divisione "Littorio".
Tramite l'Associazione Nazionale Combattenti Italiani di Spagna (ANCIS), fu contattato l'ex ufficiale Renzo Lodoli, che avendo combattuto nello stesso reggimento, ricordava un tenente che parlava perfettamente tedesco tanto da essere impiegato anche come interprete con i soldati tedeschi e che in particolare era sempre intento a scattare foto. Con l'aiuto dell'elenco ufficiali della divisione "Littorio" Lodoli riuscì ad individuare il nome di Guglielmo Sandri.
Dopo la verifica dei fogli matricolari della provincia di Bolzano fu rintracciato il nominativo di Guglielmo Sandri, aggiunto sopra quello cancellato di Wilhelm Schrefler. Grazie a quest'ultima informazione fu possibile rintracciare i parenti di Sandri che in Austria avevano invece mantenuto il nome tedesco e custodivano con cura ancora tutti i negativi delle foto scattate da Sandri. Nel 2004 l'intero archivio fotografico fu acquisito dall'archivio provinciale di Bolzano.

### Il fondo fotografico
La sola passione per le foto spinse Sandri, che era un dilettante non professionista, a scattare le innumerevoli fotografie che costituiscono ora il suo fondo. Prova ne è che negli archivi militari non ne è conservata alcuna traccia ed infatti al termine della guerra civile spagnola, cui fanno riferimento la maggioranza delle foto poté conservare tutto il suo lavoro compresi i negativi originali mentre non sarebbe stato possibile in caso di un lavoro assegnato dall'esercito.
Ad oggi la collezione di Guglielmo Sandri costituisce la più completa e la miglior documentazione fotografica esistente relativa all'intervento italiano in Spagna.
Ha inoltre il pregio di evidenziare i cambiamenti che riguardarono la fotografia negli anni della guerra di Spagna nel corso della quale fecero la loro prima apparizione le macchine fotografiche leggere. L'importanza della collezione di Sandri è determinata, oltre alla estetica e alla buona tecnica fotografica, dalla documentazione della presenza italiana in Spagna in tutto il periodo bellico documentando anche la vita quotidiana dei soldati italiani e spagnoli. Ma Sandri non fotografa scene cruente, poche sono le immagini che ritraggono corpi di caduti, mai feriti o scene sanguinose.
Sandri preferisce fotografare i soldati italiani nelle fasi preparatorie della battaglia, la distruzione toccata ad un porto nel nord della Spagna (probabilmente Bilbao), la marcia lungo il Puente de Piedra di Saragozza con la Basilica di Nostra Signora del Pilar sullo sfondo, oppure immagini di prigionieri repubblicani e delle truppe marocchine di Franco. Ma oltre alle immagini più o meno guerresche Sandri documenta anche momenti più privati come la fraternizzazione con i contadini, donne e bambini spagnoli, un soldato che legge una rivista con disegni di donne nude o un altro gruppo che partecipa alla processione del Corpus Domini.
Altresì importanti storicamente sono le immagini che documentano i danni sofferti da molti edifici, monumenti e chiese durante la guerra.
Nel 2007 le fotografie di Sandri furono esposte a Bolzano in una mostra intitolata “Legionari. Italians de Mussolini a la guerra d'Espanya”, poi al Museo di storia di Barcellona  alla presenza del presidente della provincia di Bolzano Luis Durnwalder e l'anno seguente fu organizzata una esposizione anche a Roma organizzata dall'Instituto Cervantes.